# Annesorhiza schlechteri
Annesorhiza schlechteri är en flockblommig växtart som beskrevs av H.Wolff. Annesorhiza schlechteri ingår i släktet Annesorhiza och familjen flockblommiga växter. Inga underarter finns listade i Catalogue of Life.